# Expeditie Robinson (Nederland)
Expeditie Robinson is een Nederlandse reality survival televisieprogramma waarin 16 tot 26 kandidaten proberen te overleven op een onbewoond eiland. Tussen 2000 en 2012 was het programma een coproductie tussen een Nederlandse en een Vlaamse productiemaatschappij. Het programma wordt vanaf 2012 alleen nog maar uitgezonden in Nederland. Later, in 2018, kwam er een eigen Belgische versie van Expeditie Robinson. De serie ontleent haar titel aan het 18de-eeuwse verhaal over de zeeman Robinson Crusoe, die na een schipbreuk op een onbewoond eiland terechtkomt en daar probeert te overleven. Het programma wordt sinds 2000 jaarlijks uitgezonden in de maanden september t/m december m.u.v. 2020 vanwege de coronapandemie die dat jaar uitbrak (het kon daardoor dat jaar niet worden opgenomen). Het programma start aan het eind van de zomervakantie, dus eind augustus, begin september en de finale-aflevering wordt tijdens de reguliere seizoenen meestal net voor de Kerst uitgezonden. In 2024 werd de finale echter pas na de Kerst uitgezonden. Deze werd dat jaar uitgezonden op de zondag voor Oud en Nieuw. De kandidaten voor het programma worden in de zomer, meestal in augustus bekendgemaakt. De startdatum wordt in juni of juli bekendgemaakt.

## Geschiedenis
De show onder de naam Expedition Robinson is bedacht door de Brit Charlie Parsons en voor het eerst op tv gebracht in Zweden. Het format werd verkocht aan verschillende landen over de hele wereld, waaronder de Verenigde Staten, waar inmiddels 40 seizoenen van Survivor zijn uitgezonden.
De opnames worden op de uitgekozen locaties achterelkaar per deelnemend land gemaakt. Alle Europese deelnemende televisiezenders huren het van oorsprong Zweedse bedrijf Strix in om hun versie te coproduceren. Alle deelnemers, presentatoren, producers, camera- en geluidsmensen en overige crew reizen gezamenlijk naar dezelfde basislocatie en kunnen zo gebruikmaken van dezelfde set-up, wat kostenbesparend werkt. De opnames worden in de zomer gemaakt en in de diverse deelnemende landen in het najaar uitgezonden. Vanaf 2023 wordt het programma echter niet meer in de zomer (tot 2023 was dit in juni-juli), maar in het voorjaar(in en rond de maand mei) opgenomen.
Het eerste seizoen van de Nederlandstalige editie was in 2000 in Nederland te zien op Net5 en in Vlaanderen op VT4. Aan dit seizoen deden acht onbekende Nederlanders en acht onbekende Vlamingen mee. Na vijf seizoenen bij Net5 en VT4 ging het programma vanaf 2005 naar het televisiestation van John de Mol (Talpa) dat de rechten voor het televisieprogramma had verworven. Het was voor deze zender het best bekeken programma tot dan toe. De Nederlandse divisie van Strix Television, Strix TV Nederland, produceerde vervolgens Expeditie Robinson voor Talpa samen met het Belgische kanaal KanaalTwee.
In 2006 werd een special van Expeditie Robinson uitgezonden, onder de naam Strijd der Titanen. In deze special deden zeventien oud-deelnemers mee. De special werd in Nederland uitgezonden door Talpa. In Vlaanderen werden de special en het daaropvolgende reguliere seizoen uitgezonden door VTM.
Vanaf 2007 verhuisde het programma weer terug naar KanaalTwee. In 2010 deden voor het eerst bekende Nederlanders en Vlamingen mee. In de seizoenen daarna is dit zo gebleven.
In Nederland werd het programma van 2007 tot en met 2018 uitgezonden door televisiezender RTL 5, sinds september 2019 is het programma overgenomen door televisiezender RTL 4. Het programma verschoof van de donderdag naar de zondag. Sinds 2017 wordt het programma tevens via de video on demand-dienst Videoland uitgezonden.
Vanwege de coronapandemie werd het 21e seizoen een jaar uitgesteld en in Kroatië opgenomen;. Kroatië verving hiermee de Filipijnen waar dit seizoen oorspronkelijk zou worden opgenomen (Expeditie Robinson werd normaal gesproken op deze locatie of op Maleisië opgenomen), aangezien het door de coronapandemie niet mogelijk was om naar deze locatie af te reizen. Dit is tot nu toe het enige seizoen dat in Europa is opgenomen in plaats van in Azië. In augustus 2021 keerde het programma terug, vanaf dit moment werd het uitgezonden op donderdag en zondag.
In 2022 werd net als in 2006 een special van Expeditie Robinson uitgezonden, ditmaal onder de naam Expeditie Robinson: All Stars. Hieraan deden opnieuw 16 oud-deelnemers mee uit de eerdere reguliere seizoenen. Deze special zou aanvankelijk alleen op Videoland te zien zijn, maar door opschorting van The voice of Holland vanwege vermeend seksueel grensoverschrijdend gedrag is besloten om deze special toch op  RTL 4 uit te zenden als vervanging van I Can See Your Voice dat naar de vrijdagavond werd verplaatst. De special is opgenomen op Zanzibar. Deze special bleek echter niet aan te slaan bij de kijkers, Expeditie Robinson All Stars scoorde lagere kijkcijfers dan de reguliere seizoenen: er keken per aflevering tussen 500.000 en 600.000 mensen naar. Zelfs de finale werd slecht bekeken: hier keken 589.000 mensen naar. Ondanks dat werd in het najaar van 2022 ook nog een regulier seizoen uitgezonden. Dit werd echter niet op donderdagavond of zondagavond, maar op maandagavond uitgezonden vanwege problemen met het huizenprogramma De Moeite Waard, dat oorspronkelijk op deze avond zou worden uitgezonden. Mede door de verschuiving naar deze dag werd dit seizoen gemiddeld gezien minder goed bekeken dan voorgaande seizoenen, kijkers wisten het programma door deze verhuizing blijkbaar niet meer te vinden. Voor het eerst sinds 2010 scoorde het reguliere seizoen gemiddeld onder de miljoen aan kijkcijfers.In 2023 verhuisde het programma daarom weer terug naar de zondagavond. Het programma startte dat jaar bovendien met een dubbele aflevering, verspreid over het eerste weekend. Het werd in dat weekend op zowel zaterdagavond als zondagavond uitgezonden. Hierdoor waren ook de kijkcijfers dat seizoen weer beter. Ook in de jaren daarna wordt het programma uitgezonden op de zondagavond.    

### Terugtrekking 2BE
KanaalTwee, nu onder de naam 2BE, stopte in 2013 met Expeditie Robinson wegens tegenvallende kijkcijfers. Omdat in Nederland de kijkcijfers hoog bleven, besloot RTL 5 door te gaan met het programma. Hierdoor deden vanaf 2013 alleen bekende Nederlanders mee aan het programma. Ondanks dat 2BE zich terugtrok, bleef de Vlaamse Evi Hanssen co-presentatrice van Expeditie Robinson. Een jaar later werd zij vervangen.

### Onbekende Nederlanders
In het achttiende seizoen deden naast bekende Nederlanders ook vier onbekende Nederlanders mee. Zij werden geselecteerd na een uitgebreide selectieprocedure, waarin zij verschillende Robinson-proeven moesten uitvoeren. Ook speelden sociale media een rol. Een van de geselecteerden, Carlos Platier Luna, wist seizoen achttien uiteindelijk te winnen.
In het negentiende seizoen was er plaats voor zeven onbekenden. Het jaar daarop tijdens het twintigste seizoen deden de onbekende Nederlanders niet mee aan het reguliere seizoen, maar kregen zij samen met een aantal onbekende Vlamingen een speciale editie van het programma onder de naam Expeditie Robinson: NL vs BE. Deze variant van het programma is in Nederland alleen via de video-on-demanddienst van RTL genaamd Videoland te zien, in België wordt het op televisiezender VIER uitgezonden. Deze speciale editie verscheen in januari 2020.

### Presentatie
De presentatie lag in het eerste en tweede seizoen in handen van Ernst-Paul Hasselbach en Desiré Naessens. In het derde seizoen werd Naessens vervangen door Roos Van Acker. Na het vijfde seizoen stopte Van Acker omdat zij door haar contract met VT4 geen presentator van een KanaalTwee-programma kon worden. Van Acker werd vervangen door Lotte Verlackt. Verlackt werd na twee series weer vervangen door Evi Hanssen in verband met de verhuizing van KanaalTwee naar VTM.
In 2008 overleed Hasselbach bij een auto-ongeval in Noorwegen tijdens opnamen van 71° Noord, op het moment dat het tiende seizoen van Expeditie Robinson op de Nederlandse en Belgische televisie werd uitgezonden. Hij zou in de finale van dat seizoen de stemmen tellen van de laatste eilandraad. Dit deed Evi Hanssen voor hem. Hasselbach werd vervangen door Eddy Zoëy. Deze presenteerde het programma drie seizoenen, waarna hij werd opgevolgd door Dennis Weening.
Een jaar nadat 2BE Expeditie Robinson beëindigde, werd Hanssen vervangen door Nicolette Kluijver.
RTL gaf in 2018 aan dat Weening na het negentiende seizoen niet meer werkzaam zal zijn bij de zendergroep en derhalve Expeditie Robinson niet meer zou presenteren. Kaj Gorgels verving Weening van 2019 tot 2022.
Gorgels zou vanaf 2022 vervangen worden door Art Rooijakkers, maar die kon het programma dat jaar niet presenteren vanwege stemproblemen. Daarom werd dit seizoen gepresenteerd door Rick Brandsteder. In 2023 en 2024 presenteerde Art Rooijakkers het programma alsnog, hij stopte nadat hij de overstap maakte van televisiezender RTL 4 naar SBS6. Rooijakkers werd in 2025 vervangen door Edson da Graça.

#### Presentatie specials
In 2020 werd een special uitgezonden onder de naam Expeditie Robinson: NL vs BE die gepresenteerd werd door Geraldine Kemper en Bartel Van Riet. Voor de special Expeditie Robinson: All Stars in 2022 keerde Kemper terug als presentatrice, Van Riet werd vervangen door Art Rooijakkers.
| Presentator           | 2000 | 2001 | 2002 | 2003 | 2004 | 2005 | SdT | 2006 | 2007 | 2008 | 2009 | 2010 | 2011 | 2012 | 2013 | 2014 | 2015 | 2016 | 2017 | 2018 | 2019 | NL vs BE | 2021 | All Stars | 2022 | 2023 | 2024 | 2025 |
| --------------------- | ---- | ---- | ---- | ---- | ---- | ---- | --- | ---- | ---- | ---- | ---- | ---- | ---- | ---- | ---- | ---- | ---- | ---- | ---- | ---- | ---- | -------- | ---- | --------- | ---- | ---- | ---- | ---- |
| Ernst-Paul Hasselbach |      |      |      |      |      |      |     |      |      |      |      |      |      |      |      |      |      |      |      |      |      |          |      |           |      |      |      |      |
| Desiré Naessens       |      |      |      |      |      |      |     |      |      |      |      |      |      |      |      |      |      |      |      |      |      |          |      |           |      |      |      |      |
| Roos Van Acker        |      |      |      |      |      |      |     |      |      |      |      |      |      |      |      |      |      |      |      |      |      |          |      |           |      |      |      |      |
| Lotte Verlackt        |      |      |      |      |      |      |     |      |      |      |      |      |      |      |      |      |      |      |      |      |      |          |      |           |      |      |      |      |
| Evi Hanssen           |      |      |      |      |      |      |     |      |      |      |      |      |      |      |      |      |      |      |      |      |      |          |      |           |      |      |      |      |
| Eddy Zoëy             |      |      |      |      |      |      |     |      |      |      |      |      |      |      |      |      |      |      |      |      |      |          |      |           |      |      |      |      |
| Dennis Weening        |      |      |      |      |      |      |     |      |      |      |      |      |      |      |      |      |      |      |      |      |      |          |      |           |      |      |      |      |
| Nicolette Kluijver    |      |      |      |      |      |      |     |      |      |      |      |      |      |      |      |      |      |      |      |      |      |          |      |           |      |      |      |      |
| Kaj Gorgels           |      |      |      |      |      |      |     |      |      |      |      |      |      |      |      |      |      |      |      |      |      |          |      |           |      |      |      |      |
| Geraldine Kemper      |      |      |      |      |      |      |     |      |      |      |      |      |      |      |      |      |      |      |      |      |      |          |      |           |      |      |      |      |
| Bartel van Riet       |      |      |      |      |      |      |     |      |      |      |      |      |      |      |      |      |      |      |      |      |      |          |      |           |      |      |      |      |
| Art Rooijakkers       |      |      |      |      |      |      |     |      |      |      |      |      |      |      |      |      |      |      |      |      |      |          |      |           |      |      |      |      |
| Rick Brandsteder      |      |      |      |      |      |      |     |      |      |      |      |      |      |      |      |      |      |      |      |      |      |          |      |           |      |      |      |      |
| Edson da Graça        |      |      |      |      |      |      |     |      |      |      |      |      |      |      |      |      |      |      |      |      |      |          |      |           |      |      |      |      |

## Format
Een groep van zestien tot twintig deelnemers reist naar een onbewoond eiland. De deelnemers worden in twee kampen verdeeld; kamp Noord  en kamp Zuid. In deze twee kampen, elk op een ander eiland, moeten de deelnemers zien te overleven met weinig voedsel. Elke dag volgt er een proef tussen de kampen, afwisselend een Robinsonproef en een eliminatieproef.
In de Robinsonproef wordt er tussen de kampen gestreden om iets wat de expeditie aangenamer maakt, zoals voedsel, hulp van buitenaf, contact met het thuisfront of tripjes naar de bewoonde wereld.
In de eliminatieproef wordt er gestreden om langer verblijf in de expeditie. Het winnende kamp krijgt een "Immuniteitstotem" en hoeft niks te vrezen. Het verliezende kamp moet naar de eilandraad. Hier wordt een stemming gehouden. De deelnemer met de meeste stemmen moet de expeditie verlaten. Als iemand echter vrijwillig de expeditie verlaat, hoeft degene met de meeste stemmen het eiland niet te verlaten, maar krijgt hij/zij bij de volgende eilandraad een "zwarte stem", een extra tegenstem bovenop de overige stemmen.
Doorgaans vindt er na zekere tijd een wissel plaats, waardoor de samenstelling van de kampen verandert.
Ongeveer halverwege de expeditie is er een zogeheten samensmelting. Hierin komen de twee kampen bij elkaar en wordt er een diner gehouden. Na de samensmelting speelt iedere deelnemer voor zichzelf. In de Robinsonproef wordt de beloning daardoor ook individueel. In de eliminatieproef, die na de samensmelting immuniteitsproef wordt genoemd, wordt gestreden om immuniteit. Dat wil zeggen dat degene die wint, niet naar huis kan worden gestuurd tijdens de eilandraad. Hiervoor ontvangt de winnaar van de proef een speciale "immuniteitsketen" die hij/zij voorafgaand aan de volgende immuniteitsproef weer moet inleveren.
Wanneer er drie of vier deelnemers overgebleven zijn, wordt de finale gespeeld: een serie van verschillende proeven waarbij bepaald wordt welke deelnemers naar de eindronde gaan. Deze eindronde is de laatste eilandraad, de winnaar wordt gekozen door de deelnemers die na de samensmelting zijn afgevallen en/of door het thuispubliek(indien de finale live werd uitgezonden en er een gelijke stand was na de laatste eilandraad).

### Wijzigingen in het format
Sinds 2009 is de Robinsonproef vervallen. De voordelen die daarin behaald konden worden, zijn geïntegreerd in de immuniteitsproeven.
Daarnaast wordt voorafgaand aan de samensmelting een "samensmeltingsproef" gespeeld, De winnaar van deze proef krijgt immuniteit voor de eerste eilandraad na de samensmelting en de verliezer valt voor de samensmelting af en gaat naar huis. Ook wordt de winnaar niet meer gekozen, maar er wordt in de finale een finaleproef gespeeld, waarin aanvankelijk vele onderdelen van voorgaande proeven naar voren kwamen, maar die de laatste jaren bestaat uit enkele zware onderdelen met op het eind een schiet- of werponderdeel, waarvoor tijdens de voorafgaande onderdelen wapens en/of munitie kunnen worden verzameld. Degene die de finaleproef wint(door als eerste alle doelwitten te raken bij het schiet- of werponderdeel) is dan ook meteen de winnaar van Expeditie Robinson. Deze krijgt sinds 2022 ook nog een trofee uitgereikt in de vorm van het logo van het betreffende seizoen. De finaleproeven kregen de laatste jaren veel kritiek van de kijkers. Zij vonden de proeven vaak erg saai vanwege de vage onderdelen.Daarom werd in 2024 weer teruggegrepen naar een finaleproef met verschillende onderdelen uit eerdere proeven. Het schiet- of werponderdeel op het eind is hierbij behouden gebleven. Ook wordt er als een deelnemer vrijwillig de expeditie verlaat, niet gestemd op de eilandraad. Deze schuift dan op naar de volgende aflevering. In seizoen 24 krijgt in dat geval net als in de eerste seizoenen degene die de meeste stemmen krijgt een "zwarte stem" bij de volgende eilandraad.
In enkele seizoenen bestaat er een afvallerseiland, soms ook wel duivelseiland of (in 2024)titaneneiland en later Wraakeiland genoemd. Deelnemers die tijdens de eilandraad worden weggestemd, kunnen via dit eiland alsnog de samensmelting of de (halve)finale bereiken. Op dit eiland moeten zij dan een duel spelen tegen degene die al op het eiland zit. Dit duel kan een vaste proef zijn of is steeds een andere proef. De verliezer gaat alsnog naar huis, de winnaar blijft alleen achter op het eiland tot zich een volgende afvaller meldt. Degene die het laatste duel wint, gaat alsnog naar de samensmelting of de (halve)finale.
In enkele seizoenen bestaat er een winnaarseiland, ook wel finalisteneiland genoemd. De winnaar van de immuniteitsproef mag hier naartoe met enkele medekandidaten. Hier wachten hen enkele aangename verrassingen, zoals voorheen in de Robinsonproef. In seizoen 21 en 24 werden ook op dit eiland duels gespeeld. In seizoen 21 bleef de winnaar op het eiland en moesten de verliezers terug naar hun eilanden om mee te doen met de immuniteitsproef. In seizoen 24 bleef de winnaar op het eiland waarbij hij/zij ook immuniteit kreeg voor de volgende eilandraad en moest de verliezer alsnog naar de eilandraad, waarbij hij/zij zijn/haar immuniteit behield. Na de halve finale gaan ook de drie finalisten naar dit eiland, waar ze opnieuw een luxe diner aangeboden krijgen, het zgn. "Laatste avondmaal". Dit is een uitgebreide barbecue. Hier slapen ze ook de laatste nacht voordat de finale begint.
In seizoen 21 doen voor het eerst een aantal oud-kandidaten mee met het reguliere seizoen. Dit zijn acht kandidaten die al een keer eerder hebben meegedaan met Expeditie Robinson, maar die een tweede kans krijgen. Deze oud-kandidaten, die als een aparte groep werden geïntroduceerd zitten op een eigen eiland, het "Tweede Kans Eiland"  en krijgen hier afzonderlijk van de nieuwe deelnemers hun eigen expeditie die apart wordt uitgezonden, parallel aan de reguliere expeditie. De kandidaten die tijdens de reguliere expeditie worden weggestemd bij de eilandraad sluiten zich eveneens aan bij deze expeditie voor een tweede kans. Wie hier wordt weggestemd bij de eilandraad gaat naar het afvallerseiland.

## Overzicht van alle seizoenen

### Seizoenen met edities van Nederland en België samen
| Seizoen            | Bestemming         | Presentatie           | Presentatie     | Finale                 | Finale                                            | Aantal kandidaten |
| Seizoen            | Bestemming         | Presentatie           | Presentatie     | Robinson               | Andere finalist(en)                               | Aantal kandidaten |
| ------------------ | ------------------ | --------------------- | --------------- | ---------------------- | ------------------------------------------------- | ----------------- |
| 2000               | Maleisië           | Ernst-Paul Hasselbach | Desiré Naessens | Karin Lindenhovius     | Eva Willems                                       | 16                |
| 2001               | Maleisië           | Ernst-Paul Hasselbach | Desiré Naessens | Richard Mackowiak      | Pascale Mertens                                   | 16                |
| 2002               | Maleisië           | Ernst-Paul Hasselbach | Roos van Acker  | Derek Blok             | Olivier Glorieux                                  | 16                |
| 2003               | Indonesië Maleisië | Ernst-Paul Hasselbach | Roos van Acker  | Jutta Borms            | Judge Chambliss                                   | 16                |
| 2004               | Maleisië           | Ernst-Paul Hasselbach | Roos van Acker  | Frank de Meulder       | Matthias Verscheure                               | 18                |
| 2005               | Maleisië           | Ernst-Paul Hasselbach | Lotte Verlackt  | Marnix Allegaert       | Emma Van Den Bossche Marleen van Moer             | 18                |
| Strijd der Titanen | Filipijnen         | Ernst-Paul Hasselbach | Lotte Verlackt  | Ryan van Esch          | Jennifer Smit                                     | 17                |
| 2006               | Panama             | Ernst-Paul Hasselbach | Evi Hanssen     | Olga Urashova          | Lenny Janssen                                     | 16                |
| 2007               | Maleisië           | Ernst-Paul Hasselbach | Evi Hanssen     | Vincent Arrendell      | Willem Hogeveen                                   | 100               |
| 2008               | Maleisië           | Ernst-Paul Hasselbach | Evi Hanssen     | Yin Oei                | Joni Hogeveen                                     | 16                |
| 2009               | Maleisië           | Eddy Zoëy             | Evi Hanssen     | Marcel Vandezande      | Rita Berger Marina Harvent                        | 21                |
| 2010               | Maleisië           | Eddy Zoëy             | Evi Hanssen     | Regina Romeijn         | Tatiana Silva Braga Tavares                       | 17                |
| 2011               | Filipijnen         | Eddy Zoëy             | Evi Hanssen     | Tanja Dexters          | Sascha Visser Niko Van Driessche                  | 16                |
| 2012               | Maleisië           | Dennis Weening        | Evi Hanssen     | Fatima Moreira de Melo | Peggy Vrijens Fajah Lourens Christophe De Meulder | 16                |
| NL vs BE           | Filipijnen         | Geraldine Kemper      | Bartel Van Riet | Thomas Roobrouck       | Elroy Lemmens Koen Loomans                        | 16                |

### Seizoenen met edities van Nederland alleen
| Seizoen   | Bestemming | Presentatie      | Presentatie        | Finale              | Finale                              | Aantal kandidaten |
| Seizoen   | Bestemming | Presentatie      | Presentatie        | Robinson            | Andere finalist(en)                 | Aantal kandidaten |
| --------- | ---------- | ---------------- | ------------------ | ------------------- | ----------------------------------- | ----------------- |
| 2013      | Maleisië   | Dennis Weening   | Evi Hanssen        | Edith Bosch         | Geraldine Kemper Anna-Alicia Sklias | 16                |
| 2014      | Filipijnen | Dennis Weening   | Nicolette Kluijver | Kay Nambiar         | Krystl Ferry Doedens                | 18                |
| 2015      | Filipijnen | Dennis Weening   | Nicolette Kluijver | Amara Onwuka        | Oscar Aerts Anna Speller            | 17                |
| 2016      | Filipijnen | Dennis Weening   | Nicolette Kluijver | Bertie Steur        | Diorno Braaf Thomas Dekker          | 16                |
| 2017      | Filipijnen | Dennis Weening   | Nicolette Kluijver | Carlos Platier Luna | Kaj Gorgels Soundos El Ahmadi       | 19                |
| 2018      | Filipijnen | Dennis Weening   | Nicolette Kluijver | Jan Bronninkreef    | Dominique Hazeleger Gregory Sedoc   | 21                |
| 2019      | Filipijnen | Kaj Gorgels      | Nicolette Kluijver | Hugo Kennis         | Eva Cleven Shary-An Nivillac        | 20                |
| 2021      | Kroatië    | Kaj Gorgels      | Nicolette Kluijver | Robbert Rodenburg   | Britte Lagcher Do Anouk Maas        | 26                |
| All Stars | Tanzania   | Art Rooijakkers  | Geraldine Kemper   | Niels Gomperts      | Dominique Hazeleger Ferry Doedens   | 16                |
| 2022      | Maleisië   | Rick Brandsteder | Nicolette Kluijver | Dennis Wilt         | Ferry Weertman London Loy           | 21                |
| 2023      | Maleisië   | Art Rooijakkers  | Nicolette Kluijver | Willem Voogd        | Guido Spek Ilse Paulis              | 20                |
| 2024      | Maleisië   | Art Rooijakkers  | Nicolette Kluijver | Kiran Badloe        | Marijn Kuipers Timor Steffens       | 20                |
| 2025      | Maleisië   | Edson da Graça   | Nicolette Kluijver | n.n.b.              | n.n.b.                              | n.n.b.            |

## Kijkcijfers
| Seizoen   | Zender Nederland | Zender België | Start seizoen Nederland | Start seizoen Nederland | Finale Nederland | Finale Nederland | Gemiddelde kijkcijfers |
| Seizoen   | Zender Nederland | Zender België | Datum                   | Kijkcijfers             | Datum            | Kijkcijfers      | Gemiddelde kijkcijfers |
| --------- | ---------------- | ------------- | ----------------------- | ----------------------- | ---------------- | ---------------- | ---------------------- |
| 2000      | Net5             | VT4           | 15 september 2000       | onbekend                | 18 december 2000 | onbekend         | onbekend               |
| 2001      | Net5             | VT4           | 22 september 2001       | 375.000                 | 25 december 2001 | 1.075.000        | 619.000                |
| 2002      | Net5             | VT4           | 15 september 2002       | 860.000                 | 18 december 2002 | 1.475.000        | 1.140.000              |
| 2003      | Net5             | VT4           | 14 september 2003       | 919.000                 | 7 december 2003  | 1.477.000        | 1.332.000              |
| 2004      | Net5             | VT4           | 5 september 2004        | 1.072.000               | 28 november 2004 | 1.566.000        | 1.312.000              |
| 2005      | Talpa            | KanaalTwee    | 29 augustus 2005        | 1.040.000               | 28 november 2005 | 929.000          | 879.000                |
| Special   | Talpa            | VTM           | 3 april 2006            | 626.000                 | 5 juni 2006      | 714.000          | 550.000                |
| 2006      | Talpa            | VTM           | 28 augustus 2006        | 574.000                 | 20 november 2006 | 438.000          | 511.000                |
| 2007      | RTL 5            | KanaalTwee    | 30 september 2007       | 829.000                 | 23 december 2007 | 551.000          | 661.000                |
| 2008      | RTL 5            | 2BE           | 31 augustus 2008        | 604.000                 | 23 december 2008 | 956.000          | 687.000                |
| 2009      | RTL 5            | 2BE           | 3 september 2009        | 635.000                 | 3 december 2009  | 801.000          | 663.000                |
| 2010      | RTL 5            | 2BE           | 2 september 2010        | 1.085.000               | 2 december 2010  | 1.365.000        | 1.180.000              |
| 2011      | RTL 5            | 2BE           | 1 september 2011        | 1.244.000               | 1 december 2011  | 1.326.000        | 1.209.000              |
| 2012      | RTL 5            | 2BE           | 30 augustus 2012        | 1.037.000               | 20 december 2012 | 1.337.000        | 1.102.000              |
| 2013      | RTL 5            | n.v.t.        | 29 augustus 2013        | 1.178.000               | 12 december 2013 | 1.225.000        | 1.263.000              |
| 2014      | RTL 5            | n.v.t.        | 11 september 2014       | 1.280.000               | 18 december 2014 | 1.163.000        | 1.086.000              |
| 2015      | RTL 5            | n.v.t.        | 3 september 2015        | 1.219.000               | 17 december 2015 | 1.251.000        | 1.130.000              |
| 2016      | RTL 5            | n.v.t.        | 8 september 2016        | 1.256.000               | 22 december 2016 | 1.575.000        | 1.099.000              |
| 2017      | RTL 5            | n.v.t.        | 7 september 2017        | 1.088.000               | 21 december 2017 | 1.432.000        | 1.141.000              |
| 2018      | RTL 5            | n.v.t.        | 6 september 2018        | 1.263.000               | 20 december 2018 | 1.446.000        | 1.321.000              |
| 2019      | RTL 4            | n.v.t.        | 1 september 2019        | 1.578.000               | 15 december 2019 | 1.771.000        | 1.570.000              |
| NL vs BE  | Videoland        | VIER          | 23 januari 2020         | n.v.t.                  | 30 april 2020    | n.v.t.           | n.v.t.                 |
| 2021      | RTL 4            | n.v.t.        | 29 augustus 2021        | 1.454.000               | 19 december 2021 | 1.749.000        | 1.189.424              |
| All Stars | RTL 4            | n.v.t.        | 24 februari 2022        | 853.000                 | 5 mei 2022       | 589.000          | 672.909                |
| 2022      | RTL 4            | n.v.t.        | 29 augustus 2022        | 1.101.000               | 19 december 2022 | 988.000          | 855.765                |
| 2023      | RTL 4            | n.v.t.        | 2 september 2023        | 1.730.000               | 17 december 2023 | 1.771.000        | 1.694.235              |
| 2024      | RTL 4            | n.v.t.        | 1 september 2024        | 1.531.000               | 29 december 2024 | 1.875.000        | 1.608.667              |
| 2025      | RTL 4            | n.v.t.        | 31 augustus 2025        | n.n.b.                  | n.n.b.           | n.n.b.           | n.n.b.                 |

## Spin-offs

### Eilandpraat
Tijdens het achttiende seizoen van Expeditie Robinson kwam er een spin-off van het programma onder de naam Expeditie Robinson: Eilandpraat, vaak simpelweg afgekort tot Eilandpraat. Het programma startte halverwege het Expeditie Robinson seizoen, op 26 oktober 2017, en werd vanaf dat moment elke week live uitgezonden na de bewuste Expeditie Robinson aflevering op RTL 5. Tevens kon het programma terug gekeken worden op het online RTL platform Videoland. De presentatie van het programma ligt in handen van Luuk Ikink, tijdens het tweede seizoen van Eilandpraat was Kaj Gorgels als invalpresentator te zien omdat Ikink vader was geworden. Vanaf het negentiende seizoen wordt deze spin-off tijdens het gehele seizoen elke week na Expeditie Robinson uitgezonden. In 2021 wordt het net als in 2017 vanaf halverwege de expeditie uitgezonden na de uitzending van donderdagavond. 
In het programma ontvangt Ikink de deelnemers van het huidige seizoen maar ook bekende oud-deelnemers. De deelnemer die afvalt / weg wordt gestemd in de aflevering die voor Eilandpraat wordt uitgezonden komt standaard als gast in het programma. Met deze deelnemers bespreken ze de aflevering aan de hand van verschillende fragmenten. Daarnaast komen er tussentijds vragen voor de kijkers die ze via de website kunnen beantwoorden, aan het einde van de aflevering maakt Ikink het percentage goede antwoorden bekend.
Tijdens het eerste seizoen stelt de afgevallen kandidaat aan het einde van het programma een vraag voor de volgende afvaller, die in de volgende aflevering te zien is. Dit onderdeel werd in seizoen twee achterwege gelaten, hiervoor kwam een onderdeel voor oud kandidaat Soundos El Ahmadi. In dit onderdeel vertelt El Ahmadi op een komische manier wat zij van de aflevering vond en wat ze van de volgende aflevering verwacht, tevens legt ze straattaal woorden uit die de kandidaten tijdens de Expeditie gebruiken. Dit onderdeel werd voor het derde seizoen vervangen door Fatima's Voorspelling, hierin heeft oud-deelneemster Fatima Moreira de Melo voor de expeditie begon haar voorspelling gedaan over hoe de deelnemers zich gaan gedragen in het spel en wanneer ze verwacht dat ze gaan afvallen. Elke aflevering laten ze de gemaakte voorspelling zien van de deelnemer die in die aflevering afgevallen is. In seizoen drie is tevens een extra onderdeel toegevoegd waarin de afvaller één fragment van alle seizoenen Expeditie Robinson mag kiezen, wat voor diegene geldt als het echte robinson moment. Er zijn drie fragmenten als basis en elke afvaller mag vervolgens kiezen welk fragment hij wil vervangen. Uiteindelijk mogen de kijkers thuis stemmen, het fragment met de meeste stemmen wint de Doorbijter Award. 
Tijdens de eerste vier seizoenen wordt elke aflevering afgesloten met een kort Expeditie Robinson filmpje dat door het bedrijf BlendTV met andere stemmetjes ingesproken wordt om zo een komische sketch te vormen.
Sinds het vijfde seizoen wordt het programma uitgezonden door RTL 4. De laatste afleveringen van seizoen 2021 werden zonder publiek uitgezonden vanwege de aangescherpte maatregelen rondom de coronacrisis.
Ook tijdens de All Stars-editie van 2022 werd Eilandpraat uitgezonden. Het werd het hele seizoen direct na Expeditie Robinson uitgezonden. Op 3 maart 2022 werd het eenmalig op RTL Z uitgezonden omdat Jinek een half uur eerder begon vanwege de actualiteit betreffende de oorlog tussen Rusland en Oekraïne. Deze zender bleek  echter niet te vinden te zijn voor vaste kijkers van Expeditie Robinson. Er keken slechts 37.000 mensen naar het programma, een laagterecord. Na de terugkeer op RTL 4 trokken de kijkcijfers bij, maar bleven voor RTL 4-begrippen aan de lage kant. Nadat de aflevering op 24 maart 2022 maar 329.000 kijkers trok werd er besloten het programma voortijdig van de buis te halen vanwege te lage kijkcijfers. Het programma is sinds 31 maart 2022 alleen nog maar online te zien via RTL.nl en Videoland. Door deze lage kijkcijfers werd besloten vanaf het 22e seizoen Expeditie Robinson het napraatprogramma te schrappen.

### Robinson Confessions
Tijdens het negentiende seizoen van Expeditie Robinson kwam er een tweede spin-off van het programma dat verscheen onder de naam Robinson Confessions. Dit is een exclusief programma dat alleen online te zien is. Het eerste seizoen was te zien via de website en app van RTL Boulevard. Daarnaast verscheen de video een aantal dagen later op het YouTube-kanaal van Kaj Gorgels. Gorgels presenteerde tevens het eerste seizoen. Vanaf het tweede seizoen is de presentatie in handen van oud Expeditie Robinson-winnares Fatima Moreira de Melo en is het een exclusief programma op Videoland.
In het eerste seizoen van het programma ontving Gorgels elke aflevering één gast, dit was een deelnemer van het lopende seizoen van Expeditie Robinson. In elke aflevering deed de gast van die aflevering een boekje open over zijn of haar ervaring op de Expeditie. Daarnaast kreeg de gast een vragenvuur, hierin moet hij of zijn zo veel mogelijk vragen over de Expeditie beantwoorden in een paar seconde tijd. Na dit vaste onderdeel kreeg de gast verschillende dilemma's voorgeschoteld die ook binnen een bepaalde tijd beantwoord moeten worden. Met de antwoorden die juist wel of niet gegeven worden kunnen punten worden verdiend. De gast die de meeste punten bij elkaar heeft weten te krijgen won uiteindelijk een prijs.
In het tweede seizoen werd het format deels aangepast. Moreira de Melo ontvangt sindsdien alleen de spraakmakende deelnemers van het lopende seizoen, aan het hand van vier rondes krijgen de kijkers meer sappige details over de kandidaat zijn avontuur te weten. In de eerste ronde worden de hoogtepunten van de kandidaat besproken. In de tweede ronde krijgt de kandidaat dilemma's voorgelegd die betrekking hebben op de andere kandidaten. In de derde ronde wordt er gekeken hoe de kijkers en de media over de deelnamen van de kandidaat denkt, hier geeft de kandidaat vervolgens weer reactie op. In de vierde en afsluitende ronde wordt er gesproken over de terugkeer naar Nederland en hoe het nu met het privéleven van de kandidaat gesteld is na zijn of haar deelnamen.

### Expeditie Robinson: Back2Base
Tijdens het 22e en 23e seizoen kwam RTL met de podcast Expeditie Robinson: Back2Base. Hierin blikt presentator Ferry Doedens, die zelf ook twee keer deelnam aan Expeditie Robinson, samen met de afvaller terug op de uitgezonden aflevering. Tijdens het 23e seizoen wordt deze podcast gepresenteerd door oud-presentatrice Geraldine Kemper. 

### Aftertalk
Tijdens het 24e seizoen kwam RTL met de podcast Aftertalk. Deze podcast is een online-versie van het programma Eilandpraat, waarin Farja Farvardin en alle andere deelnemers terugblikken op de uitgezonden aflevering.

## Trivia
- De openingstune die al vanaf het begin wordt gebruikt is het nummer Hummell Gets the Rockets van de soundtrack van de film The Rock uit 1996. Deze is gecomponeerd door Hans Zimmer.
- Het programma werd in 2004, 2015, 2017, 2018 en 2019 genomineerd voor de Gouden Televizier-Ring.
- In Expeditie Robinson 2007 deden er 100 deelnemers mee. Dit onverwachte aantal was voor een kwart van hen aanleiding om direct te vertrekken.
- In Expeditie Robinson 2009 deden er aanvankelijk alleen 16 vrouwen mee. Later werd dit deelnemersveld aangevuld met vijf mannen. Een van hen, Marcel Vandezande, won dat seizoen.
- In Expeditie Robinson 2014 waren drie kampen in plaats van twee, te weten Hemel, Aarde en Hel, waarbij er proeven werden gespeeld tussen Hemel en Aarde en tussen Aarde en Hel. Voor het kamp Hel volgt de eilandraad. Ook in Expeditie Robinson 2022 waren er drie kampen in plaats van twee, ditmaal Noord, Zuid en West. Er werden captainsduels gespeeld om te bepalen welk team naar kamp West mocht en Noord en Zuid speelden de eliminatieproef om te bepalen welk kamp naar de Eilandraad moest.
- Famke Louise is met haar 19 jaar de jongste bekende Nederlander die ooit heeft meegedaan aan het programma, ze was te zien in Expeditie Robinson 2018.
- Corry Konings en Jaap van Deurzen, zijn met hun 66 jaar de oudste bekende Nederlands die ooit hebben meegedaan aan het programma; Konings was te zien in Expeditie Robinson 2018, Van Deurzen was te zien in Expeditie Robinson 2019.
- Van 2018 tot 2019 was een theatervoorstelling deels gebaseerd op dit programma te zien onder de naam Expeditie Eiland.[27]
- In 2019 duurde de finaleproef twee dagen. Door slecht weer moest de proef worden stilgelegd en een dag later worden afgemaakt. Ook bleef de proef onbeslist omdat zowel Hugo als Eva het tweede doelwit niet konden raken. Hugo werd uitgeroepen tot winnaar omdat hij het laatste onderdeel van de proef als eerste bereikte en het eerste doelwit als eerste raakte.
- Kijkers hadden veel kritiek op het 20e seizoen van Expeditie Robinson. Zij vonden dat het tactische element te veel overheerste. Dit leidde tot veel boze reacties op sociale media en veel kijkers haakten voortijdig af.[28]
- In 2022 stonden er voor het eerst drie mannen in de finale.
- De meest gevreesde proef in Expeditie Robinson is de eetproef, een proef waarbij de kandidaten diverse smerige gerechten moeten eten, zoals bijvoorbeeld koeienogen, geitenballen, vissenogen of kippenpoten. Degene die deze gerechten het snelste eet, wint deze proef.[29]Deze proef werd in seizoen 24 als duel gespeeld op winnaarseiland.